# Кейтон (Нью-Йорк)
Кейтон (англ. Caton) — місто (англ. town) в США, в окрузі Стубен штату Нью-Йорк. Населення — 2049 осіб (2020).

## Демографія
Згідно з переписом 2010 року, у місті мешкало 2179 осіб у 829 домогосподарствах у складі 629 родин. Було 891 помешкання
Расовий склад населення:
| - 97,8 % — білих - 0,4 % — чорних або афроамериканців - 0,2 % — азіатів |

До двох чи більше рас належало 1,4 %. Частка іспаномовних становила 0,6 % від усіх жителів.
За віковим діапазоном населення розподілялося таким чином: 23,0 % — особи молодші 18 років, 63,6 % — особи у віці 18—64 років, 13,4 % — особи у віці 65 років та старші. Медіана віку мешканця становила 42,8 року. На 100 осіб жіночої статі у місті припадало 101,0 чоловіків;  на 100 жінок у віці від 18 років та старших — 103,4 чоловіків також старших 18 років.
Середній дохід на одне домашнє господарство  становив 82 647 доларів США (медіана — 73 646), а середній дохід на одну сім'ю — 91 651 долар (медіана — 81 116). Медіана доходів становила 55 078 доларів для чоловіків та 40 444 долари для жінок. За межею бідності перебувало 7,6 % осіб, у тому числі 6,2 % дітей у віці до 18 років та 3,0 % осіб у віці 65 років та старших.
Цивільне працевлаштоване населення становило 976 осіб. Основні галузі зайнятості: виробництво — 23,6 %, освіта, охорона здоров'я та соціальна допомога — 22,2 %, роздрібна торгівля — 12,0 %, будівництво — 8,0 %.